# Frederik Brun Madsen
Frederik Brun Madsen er journalist og tilrettelægger ved DR Dokumentar. Uddannet fra Roskilde Universitet og Ekstra Bladet 2004. Ved TV 2 Nyhederne 2004-2006. Ved ugemagasinet FOKUS 2006. Ved DR Nyheder 2007-2011. Modtog Cavlingprisen 2013.